# 깐푸흐우다오
깐푸흐우다오(베트남어: Càn Phù Hữu Đạo / 乾符有道 건부유도 / 1039년 6월 ~ 1042년 9월)는 베트남 리 왕조(李朝) 태종(太宗) 리펏마(李佛瑪)의 세번째 연호이다.

## 개원
- 통투이(通瑞) 6년(1039년) 6월에 연호를 깐푸흐우다오(乾符有道)로 개원함.[1][2]

- 깐푸흐우다오(乾符有道) 4년 10월 1일[3](1042년 11월 16일)에 연호를 민다오(明道)로 개원함.[1][2][4]

## 연대 대조표
| 깐푸흐우다오 | 원년       | 2년        | 3년        | 4년        |
| 서기(西紀)   | 1039년     | 1040년     | 1041년     | 1042년     |
| 간지(干支)   | 기묘(己卯) | 경진(庚辰) | 신사(辛巳) | 임오(壬午) |

## 동시대 연호

### 중국
북송(北宋)
- 보원(寶元) (1038년 ~ 1040년)
- 강정(康定) (1040년 ~ 1041년)
- 경력(慶曆) (1041년 ~ 1048년)

요(遼)
- 중희(重熙) (1032년 ~ 1055년)

대리국(大理國)
- 정치(正治) (1027년 ~ 1041년)
- 성명(聖明) (1042년)

서하(西夏)
- 천수예법연조(天授禮法延祚) (1038년 ~ 1048년)

### 일본
- 조랴쿠(長暦) (1037년 ~ 1040년)
- 조큐(長久) (1040년 ~ 1044년)